# Symphurus australis
Symphurus australis és un peix teleosti de la família dels cinoglòssids i de l'ordre dels pleuronectiformes que viu a l'Índic i a l'oest del Pacífic.